# Montesquieu (Tarn-et-Garonne)
Montesquieu é uma comuna francesa na região administrativa de Occitânia, no departamento de Tarn-et-Garonne. Estende-se por uma área de 28,65 km². Em 2010 a comuna tinha 770 habitantes (densidade: 26,9 hab./km²).